# Oedignatha
Oedignatha là một chi nhện trong họ Corinnidae.

## Các loài
- Oedignatha affinis Simon, 1897
- Oedignatha albofasciata Strand, 1907
- Oedignatha andamanensis (Tikader, 1977)
- Oedignatha barbata Deeleman-Reinhold, 2001
- Oedignatha bicolor Simon, 1896
- Oedignatha binoyii Reddy & Patel, 1993
- Oedignatha bucculenta Thorell, 1897
- Oedignatha canaca Berland, 1938
- Oedignatha carli Reimoser, 1934
- Oedignatha coriacea Simon, 1897
- Oedignatha dentifera Reimoser, 1934
- Oedignatha escheri Reimoser, 1934
- Oedignatha ferox (Thorell, 1897)
- Oedignatha flavipes Simon, 1897
- Oedignatha gulosa Simon, 1897
- Oedignatha indica Reddy & Patel, 1993
- Oedignatha jocquei Deeleman-Reinhold, 2001
- Oedignatha lesserti Reimoser, 1934
- Oedignatha major Simon, 1896
- Oedignatha microscutata Reimoser, 1934
- Oedignatha mogamoga Marples, 1955
- Oedignatha montigena Simon, 1897
- Oedignatha platnicki Song & Zhu, 1998
- Oedignatha poonaensis Majumder & Tikader, 1991
- Oedignatha proboscidea (Strand, 1913)
- Oedignatha procerula Simon, 1897
- Oedignatha raigadensis Bastawade, 2006
- Oedignatha retusa Simon, 1897
- Oedignatha rugulosa Thorell, 1897
- Oedignatha scrobiculata Thorell, 1881
- Oedignatha shillongensis Biswas & Majumder, 1995
- Oedignatha sima Simon, 1886
- Oedignatha spadix Deeleman-Reinhold, 2001
- Oedignatha striata Simon, 1897
- Oedignatha tricuspidata Reimoser, 1934
- Oedignatha uncata Reimoser, 1934